# Ricordami ancora
Ricordami ancora (Remember Sunday) è un film televisivo del 2013 diretto da Jeff Bleckner e interpretato da Alexis Bledel e Zachary Levi.

## Trama
Gus è un ex dipendente della NASA che ha avuto un aneurisma pochi anni prima e che gli ha causato la perdita della memoria a breve termine. Tutti i suoi ricordi pre-aneurisma sono intatti ma ogni mattina al risveglio si ritrova a dover ricostruire cos'è accaduto dopo; persino il giorno prima. Da quel momento in poi ogni giorno si sveglia e trova una cartellina intitolata Leggimi tutte le mattine che apre regolarmente prima di fare jogging e di tuffarsi nel suo nuovo lavoro come apprendista gioielliere.  Se ne prende cura sua sorella Lucy e un amico d'infanzia, Jerry, che lo consiglia, ma si ritrova a gestire il tutto da solo.
Una mattina Gus incontra Molly, la cameriera di un bar dove lui doveva incontrare un amico e lei gli lascia sul suo registratore un messaggio particolare. Al loro secondo incontro Gus non ricorda nulla ma è chiaro che tra i due c'è un certo feeling. In poco tempo Gus ha una cartellina dedicata solo a lei che viene riempita di tutte le informazioni possibili e con un racconto dei sentimenti di Gus. Molly però esce da una serie di relazioni finite male e per questo è molto diffidente. A peggiorare le cose, il fatto che Gus non rivela a Molly il proprio handicap e quindi, ai suoi occhi, lui si comporta in modo strano; si dimentica le cose, non riconosce le persone e prende appunti su tutto. Molly tollera tutto, ma quando scopre che lui registra le loro conversazioni lo accusa di essere un maniaco e lo lascia. In modo fortuito, Molly incontra Lucy, sorella di Gus, che le spiega tutto. Adesso che è tutto chiaro, decide di riavvicinarsi all'uomo che ama e aiutarlo ad affrontare il problema. Lo porta all'Osservatorio astronomico dove lavorava e scopre che i suoi studi, inviati lì da Molly, hanno portato ad una scoperta molto importante che prenderà il suo nome. Gli propone anche un intervento innovativo al cervello che lui è disponibile a tentare, ma poi viene a sapere da Lucy che Gus ha già subito quell'intervento e non ha avuto miglioramenti. Dopo alcune paure e alcuni ripensamenti che l'avevano fatta di nuovo allontanare, finalmente Molly si abbandona ai sentimenti ora cosciente e consapevole.